# Dierre
Dierre település Franciaországban, Indre-et-Loire megyében. Lakosainak száma 637 fő (2022. január 1.). Dierre Amboise, Athée-sur-Cher, Bléré, La Croix-en-Touraine és Saint-Martin-le-Beau községekkel határos.

## Népesség
A település népességének változása:
| Lakosok száma | 426  | 416  | 464  | 554  | 578  | 595  | 608  | 619  | 628  | 637  |
|               | 1968 | 1982 | 1990 | 2006 | 2013 | 2015 | 2017 | 2019 | 2020 | 2022 |